# Louis de Cormontaigne
Louis de Cormontaigne, francoski vojaški inženir, * 1696, Strasbourg, † 1752, Metz.